# 20857 Річардромео
20857 Річардромео (20857 Richardromeo) — астероїд головного поясу, відкритий 1 листопада 2000 року.
Тіссеранів параметр щодо Юпітера — 3,453.